# هرم (جزیره)
هرم (انگلیسی: Herm) یکی از جزیره‌های مانش و بخشی از گرنزی است که، در کانال مانش واقع شده‌است، در شمال غربی فرانسه و جنوبی انگلستان قرار دارد. طول آن ۱٫۵ مایل (۲٫۴ کیلومتر) و عرض آن کمتر از ۰٫۵ مایل (۰٫۸۰ کیلومتر) است. جهت قرارگیری آن شمالی جنوبی است. گرنزی در غرب جرزی واقع شده است.